# Їнґве Гольм
Їнґве Гольм (швед. Yngve Holm; 12 вересня 1895 — 16 лютого 1943) — шведський яхтсмен.
Олімпійський чемпіон 1920 року в класі 40 м².